# رکن‌آباد (سمنان)
رکن‌آباد، یکی از روستاهای شهرستان سمنان در استان سمنان ایران است.
این روستا در دهستان حومه در بخش مرکزی شهرستان واقع است. رکن‌آباد در ۵ کیلومتری جنوب سمنان در سوی دیگر خط راه‌آهن تهران - مشهد جای گرفته‌است. مردم این روستا به زبان سمنانی سخن می‌گویند.
جمعیت روستای رکن آباد بر اساس نتایج سرشماری سال ۱۳۸۵، ۱٬۰۲۵ نفر (۲۵۶ خانوار) بوده‌است.